# NGC 3743
NGC 3743 ist eine elliptische Galaxie vom Hubble-Typ E/S0 im Sternbild Löwe auf der Ekliptik. Sie ist schätzungsweise 489 Millionen Lichtjahre von der Milchstraße entfernt und hat einen Durchmesser von etwa 70.000 Lichtjahren.

Im selben Himmelsareal befinden sich u. a. die Galaxien NGC 3745, NGC 3746, NGC 3751, NGC 3758.
Das Objekt wurde am 18. März 1874 von Ralph Copeland entdeckt.